# Макберни, Джерард
Джерард Макберни (англ. Gerard McBurney; род. 20 июня 1954 года, Кембридж) — британский композитор, аранжировщик, музыковед, теле- и радиоведущий, преподаватель и писатель.
Родился в семье американского археолога Чарльза Макберни и секретарши Анны Фрэнсис Эдмонстон, сочетавшей английские, шотландские и ирландские корни. Брат Джерарда Саймон Макберни — английский актер, писатель и режиссер.
Обучался в Кембридже и в Московской государственной консерватории у Эдисона Денисова и Романа Леденева. Был знаком с Альфредом Шнитке, общался с Софией Губайдулиной.
С 1984 до 1993 года вел классы композиции и музыки XX века в Лондонском музыкальном колледже. С 1994 года читал лекции по русской и английской музыке в Королевской академии музыки в Лондоне и в Школе музыки и драмы Манчестерского университета.
В качестве консультанта по творческим вопросам работал с различными оркестрами и исполнителями, в их числе — Оркестр Халле́, возглавляемая Саймоном Макберни театральная компания Complicite и Линкольн-центр.
С 1985 года в течение 20 лет Джерард Макберни работал в русской и английской службах BBC: подготовил и провел сотни программ в эфире BBC Radio 3 (канал классической музыки BBC). Его программы также выходили на других радиостанциях Великобритании, Европы и бывшего Советского Союза. Макберни создал сценарии и на их основе подготовил более 20 документальных фильмов для британского и немецкого телевидения, среди них -биографические картины о Сергее Рахманинове и Гаэтано Доницетти. С Валерием Гергиевым и Мариинским театром участвовал в создании фильма об истории русской музыки.
Джерард Макберни известен по работе с музыкой Дмитрия Шостаковича. Он оркестровал многие сочинения композитора, в частности музыку к пьесе Владимира Маяковского «Клоп». По просьбе Геннадия Рождественского отреставрировал музыку балета «Условно убитый». По предложению вдовы композитора, Ирины Шостакович, создал камерную версию оперетты «Москва, Черемушки», инструментовал романсы на стихи Александра Пушкина. В 2009-м году оркестровал неоконченную оперу «Оранго», рукопись которой была обнаружена в 2004-м году Ольгой Дигонской, старшим научным сотрудником архива Шостаковича. Его реконструкция «Оранго» впервые прозвучала в исполнении симфонического оркестра Филармонии Лос-Анджелеса под управлением Эса-Пекка Салонена в декабре 2011 года.
В сентябре 2006 года Джерард МакБерни был назначен советником по художественным вопросам Чикагского симфонического оркестра и художественным руководителем мультимедийной серии Beyond the Score («За пределами партитуры»). Вошедшие в серию созданные им оригинальные композиции включали фрагменты звучания симфонического оркестра, балет, камерную оперу, песни, камерную музыку и театральное действо. В рамках серии были реализовано 30 проектов, посвященных произведениям и композиторам, в их числе такие как:
- Барток: «Чудесный мандарин»
- Моцарт: Фортепианный концерт № 27, KV 595
- Чайковский: Симфония № 4
- Шостакович: Симфония № 4
- Холст: «Планеты»
- Вивальди: «Времена года»
- Мусоргский-Равель: «Картинки с выставки»
- Рахманинов: «Остров мертвых»
- Римский-Корсаков: «Шехеразада»
- Шенберг: «Лунный Пьеро»
- Вагнер: «Эффект Тристана»
- Сибелиус: Симфония № 5
- Дворжак: Симфония № 9 («Из Нового Света»)
- Дебюсси: «Море»

Среди произведений Макберни-композитора — фортепианная, камерная, вокальная и хоровая музыка:
- «Жажда» (памяти Жаклин Дю Пре) для виолончели и фортепиано (1987),
- «Белые ночи», хореографическая фантазия для оркестра по мотивам повести Федора Достоевского (1992),
- «Из дома вышел человек», музыкальные сцены по мотивам произведений Даниила Хармса для голоса и камерного ансамбля (1994),
- «Зимняя прогулка вокруг парка в Троице-Лыково» для трех кларнетов, фортепиано и пяти струнных (1995),
- «Письма в рай» на слова Даниила Хармса для баса-баритона и оркестра (1998)

Большинство опубликованных Джерардом Макберни исследований посвящены русской и советской музыке. Его статьи печатаются в крупнейших периодических изданиях Европы и Америки.